# Angola op de Olympische Zomerspelen 1988
Angola nam deel aan de Olympische Zomerspelen 1988 in Seoul, Zuid-Korea. Het was de tweede olympische deelname van het Afrikaanse land.

## Deelnemers en resultaten per onderdeel

### Atletiek
| Olympiër            | Discipline             | Resultaat | Prestatie                         |
| ------------------- | ---------------------- | --------- | --------------------------------- |
| Arménio Fernandes   | 100 m (m)              | 79e       | serie 9: 8e in 10,92              |
| Arménio Fernandes   | 200 m (m)              | DQ        | serie 9: gediskwalificeerd        |
| João N'Tyamba       | 800 m (m)              | 56e       | serie 9: 6e in 1.53,23            |
| Eugénio Katombi     | 1500 m (m)             | 48e       | serie 1: 13e in 3.54,25           |
| João Carvalho       | marathon (m)           | 74e       | 2:40.45                           |
| António dos Santos  | hink-stap-springen (m) | DNF       | kwalificatie: geen geldige sprong |
|                     |                        |           |                                   |
| Guilhermina da Cruz | 100 m (v)              | 60e       | serie 4: 7e in 12,47              |
| Guilhermina da Cruz | 200 m (v)              | 52e       | serie 5: 7e in 25,62              |

### Boksen
| Olympiër               | Discipline | Resultaat | Prestatie                                                                              |
| ---------------------- | ---------- | --------- | -------------------------------------------------------------------------------------- |
| Manuel Gomes           | -54kg (m)  | 33e       | 1e ronde: V van ALG Zengli: 0-5                                                        |
| Adão N'Zuzi            | -67kg (m)  | 33e       | 1e ronde: V van CAF Mohinga: 0-5                                                       |
| Apolinário de Silveira | -71kg (m)  | 9e        | 1e ronde: vrij 2e ronde: W van KEN Orungi: knock-out 3e ronde: V van GBR Woodhall: 0-5 |

### Judo
| Olympiër            | Discipline | Resultaat | Prestatie |
| ------------------- | ---------- | --------- | --------- |
| Abbão Bartolomeu    | -60kg (m)  | 20e       |           |
| Luis Fortunato      | -65kg (m)  | 20e       |           |
| Lotuala N'Dombassy  | -71kg (m)  | 9e        |           |
| Ricardo José Boy    | -78kg (m)  | 20e       |           |
| José António Inácio | -86kg (m)  | 19e       |           |
| Moisés Torres       | -95kg (m)  | 12e       |           |
| Helder de Carvalho  | +95kg (m)  | 13e       |           |

### Zwemmen
| Olympiër          | Discipline           | Resultaat | Prestatie                  |
| ----------------- | -------------------- | --------- | -------------------------- |
| Pedro Lima        | 50m vrije slag (m)   | DSQ       | serie 4: gediskwalificeerd |
| Pedro Lima        | 100m vrije slag (m)  | 62e       | serie 3: 7e in 55,53       |
| Gaspar Fragata    | 100m schoolslag (m)  | 59e       | 1.16,18                    |
| Vivaldo Fernandes | 100m schoolslag (m)  | 61e       | 1.17,98                    |
| Pedro Lima        | 100m vlinderslag (m) | 42e       | 59,21                      |
| Jorge Gomes       | 100m vlinderslag (m) | 51e       | 1.09,60                    |
|                   |                      |           |                            |
| Elsa Freire       | 100m vrije slag (v)  | 55e       | 1.05,47                    |
| Carla Fernandes   | 100m vrije slag (v)  | 57e       | 1.08,15                    |
| Elsa Freire       | 100m rugslag (v)     | 39e       | 1.15,56                    |
| Carla Fernandes   | 100m rugslag (v)     | 41e       | 1.21,58                    |
| Ana Martins       | 100m schoolslag (v)  | 41e       | 1.24,01                    |
| Nádia Cruz        | 100m schoolslag (v)  | 42e       | 1.24,46                    |
| Elsa Freire       | 100m vlinderslag (v) | 39e       | 1.12,27                    |

Afghanistan · Algerije · Amerikaanse Maagdeneilanden · Amerikaans-Samoa · Andorra · Angola · Antigua en Barbuda · Argentinië · Aruba · Australië · Bahama’s · Bahrein · Bangladesh · Barbados · België · Belize · Benin · Bermuda · Bhutan · Birma · Bolivia · Bondsrepubliek Duitsland · Botswana · Brazilië · Britse Maagdeneilanden · Brunei · Bulgarije · Burkina Faso · Canada · Centraal-Afrikaanse Republiek · Chili · China · Chinees Taipei · Colombia · Congo-Brazzaville · Cookeilanden · Costa Rica · Cyprus · Denemarken · Djibouti · Dominicaanse Republiek · Duitse Democratische Republiek · Ecuador · Egypte · El Salvador · Equatoriaal-Guinea · Fiji · Filipijnen · Finland · Frankrijk · Gabon · Gambia · Ghana · Grenada · Griekenland · Groot-Brittannië · Guam · Guatemala · Guinee · Guyana · Haïti · Honduras · Hongarije · Hongkong · Ierland · IJsland · India · Indonesië · Irak · Iran · Israël · Italië · Ivoorkust · Jamaica · Japan · Joegoslavië · Jordanië · Kaaimaneilanden · Kameroen · Kenia · Koeweit · Laos · Lesotho · Libanon · Liberia · Libië · Liechtenstein · Luxemburg · Malawi · Malediven · Maleisië · Mali · Malta · Marokko · Mauritanië · Mauritius · Mexico · Monaco · Mongolië · Mozambique · Nederland · Nederlandse Antillen · Nepal · Nieuw-Zeeland · Niger · Nigeria · Noord-Jemen · Noorwegen · Oeganda · Oman · Oostenrijk · Pakistan · Panama · Papoea-Nieuw-Guinea · Paraguay · Peru · Polen · Portugal · Puerto Rico · Qatar · Roemenië · Rwanda · Saint Vincent en de Grenadines · Salomonseilanden · Samoa · San Marino · Saoedi-Arabië · Senegal · Sierra Leone · Singapore · Soedan · Somalië · Sovjet-Unie · Spanje · Sri Lanka · Suriname · Swaziland · Syrië · Tanzania · Thailand · Togo · Tonga · Trinidad en Tobago · Tsjaad · Tsjecho-Slowakije · Tunesië · Turkije · Uruguay · Vanuatu · Venezuela · Verenigde Arabische Emiraten · Verenigde Staten · Vietnam · Zaïre · Zambia · Zimbabwe · Zuid-Jemen · Zuid-Korea · Zweden · Zwitserland